# Филипповский (Ростовская область)
Филипповский — хутор в Чертковском районе Ростовской области.
Входит в состав Маньковского сельского поселения.

## Население
| 2010 |
| ---- |
| 22   |

## Улицы
На хуторе имеются две улицы — Мира и Полевая.